# (5244) Amphilochos
(5244) Amphilochos ist ein Asteroid aus der Gruppe der Jupiter-Trojaner. Damit werden Asteroiden bezeichnet, die auf den Lagrange-Punkten auf der Bahn des Jupiter um die Sonne laufen. (5244) Amphilochos wurde am 29. September 1973 von dem Team C. J. van Houten, I. van Houten-Groeneveld und T. Gehrels am Palomar-Observatorium entdeckt. Er ist dem Lagrangepunkt L4 zugeordnet.
Der Asteroid ist nach der mythologischen Figur des Amphilochos benannt, König von Argos und Seher der Griechen im Trojanischen Krieg.